# Formicola
Formicola là một đô thị tại tỉnh Caserta trong vùng Campania của Ý, có vị trí cách khoảng 45 km về phía bắc của Napoli và khoảng 20 km về phía tây bắc của Caserta. Tại thời điểm ngày 31 tháng 12 năm 2004, đô thị này có dân số 1.492 người và diện tích là 17,4 km².
Formicola giáp các đô thị: Camigliano, Giano Vetusto, Pietramelara, Pontelatone, Roccaromana, và Rocchetta e Croce.